# Groty Watykańskie
Groty Watykańskie – nazwa podziemi znajdujących się pod bazyliką św. Piotra w Watykanie, w których znajdują się groby około 90 papieży, począwszy od św. Piotra, aż do Benedykta XVI.

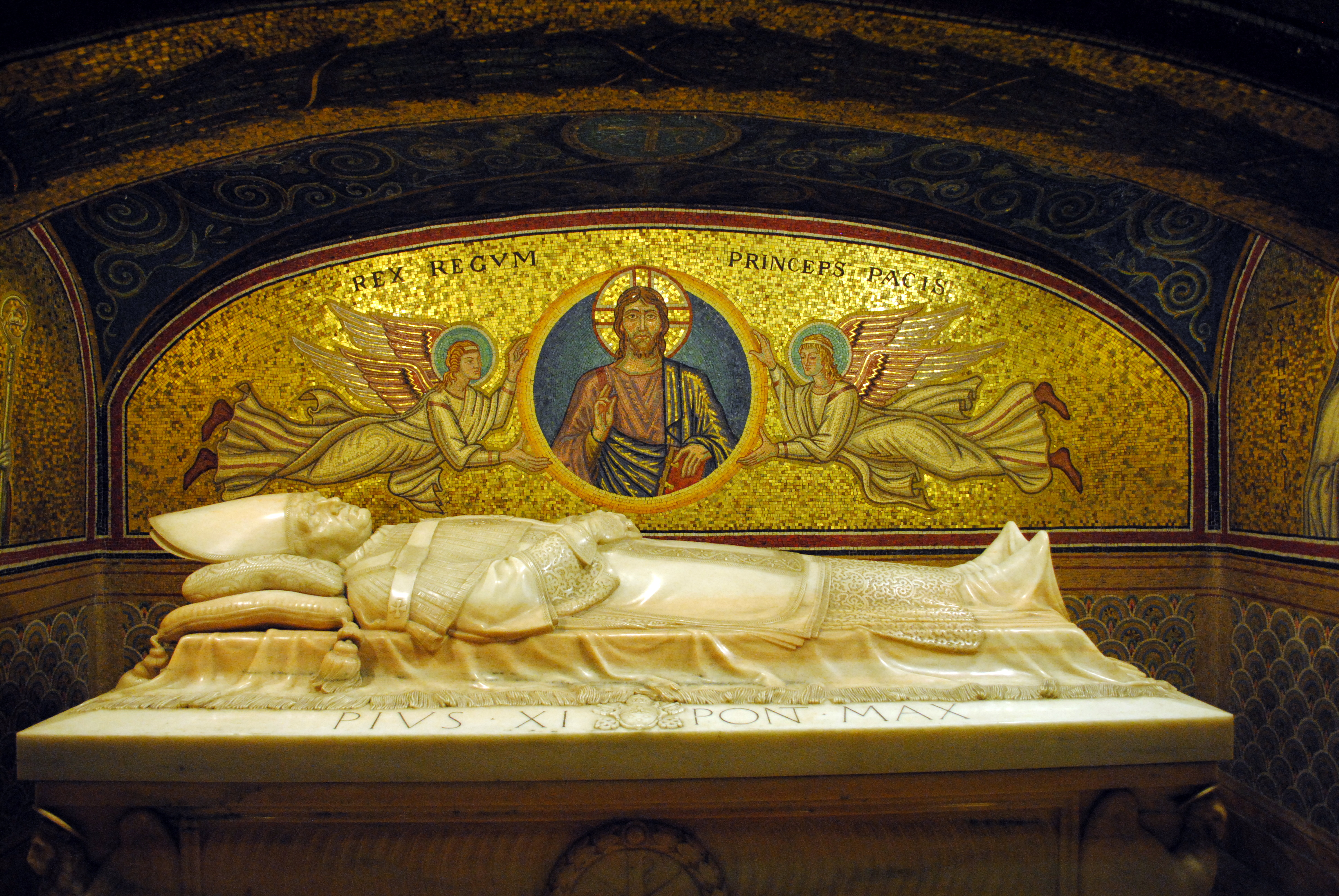
Grobowiec Piusa XI

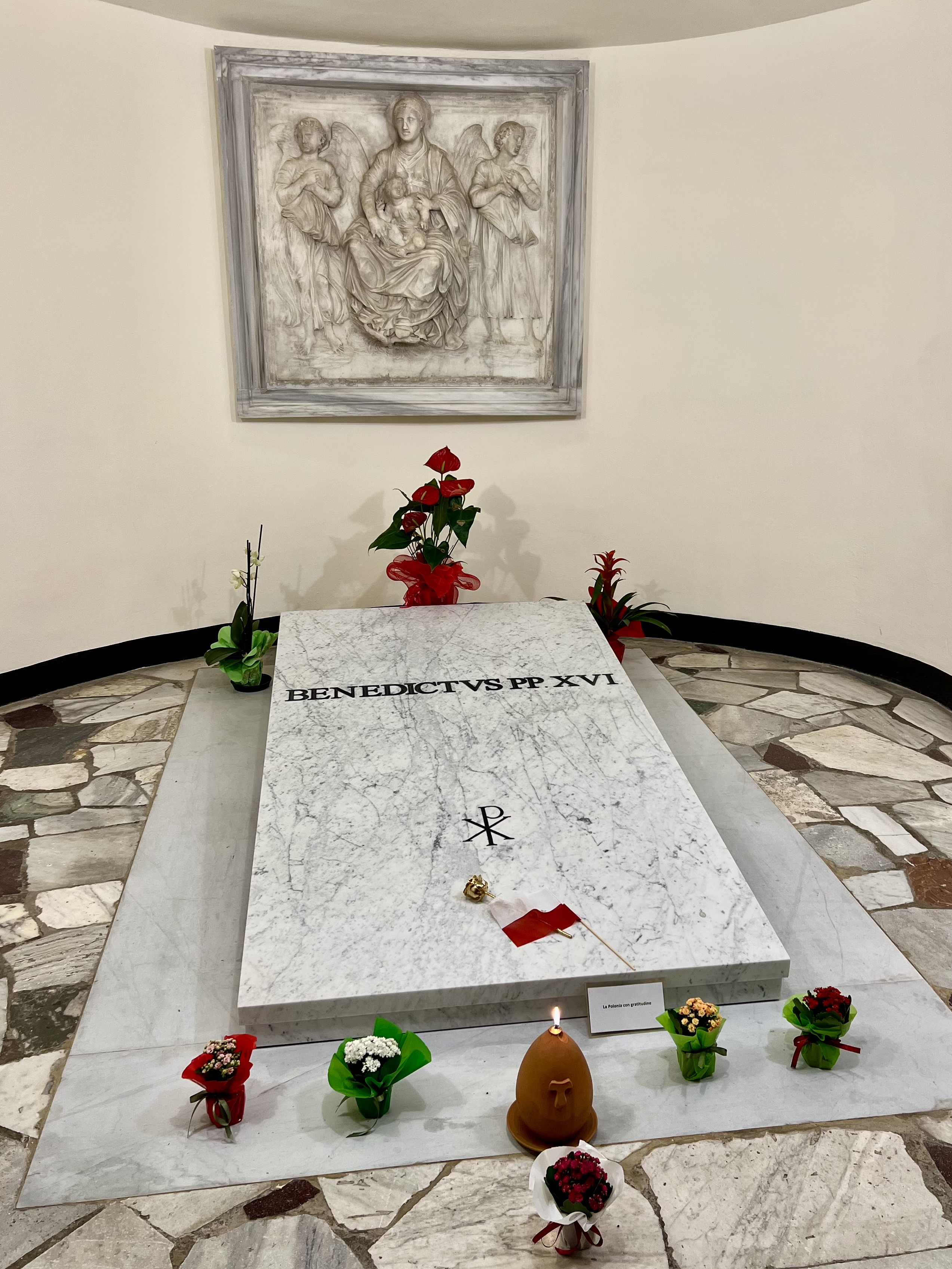
Grobowiec Benedykta XVI

Groby te stanowią cel wielu pielgrzymek oraz atrakcję turystyczną. Podczas konklawe nie są zamykane dla zwiedzających.